# Miles in Berlin
Miles in Berlin – album amerykańskiego trębacza jazzowego Milesa Davisa, wydany po raz pierwszy w 1965 roku z numerem katalogowym SBPG 62976 nakładem CBS Records. Był to pierwszy album nagrany przez tzw. drugi wielki kwintet.

## Powstanie i realizacja
Materiał na płytę został zarejestrowany przez SFB 25 września 1964 roku w trakcie odbywającego się w ramach festiwalu Berliner Jazztage (obecnie – Jazzfest Berlin) występu kwintetu Milesa Davisa w nowo otwartej Filharmonii Berlińskiej w Berlinie.. Obok trębacza wystąpili wtedy na scenie czterej muzycy wchodzący w skład zespołu, który z biegiem lat zaczęto nazywać drugim wielkim kwintetem Milesa Davisa. Byli to: Herbie Hancock (fortepian), Ron Carter (kontrabas), Tony Williams (perkusja) oraz Wayne Shorter (saksofon tenorowy), który został członkiem grupy Davisa w sierpniu 1964 roku, zastępując Sama Riversa.
Na oryginalnym LP (nr katalogowy SBPG 62976, rok wydania 1965 nakładem CBS Records) zamieszczono pięć utworów, w tym trzy autorstwa Davisa (Milestones, So What, Theme) oraz po jednym napisanym przez Josepha Kosmę (Autumn Leaves) i Richarda H. Carpentera (Walkin’). Produkcją albumu zajął się Rudy Wolpert.
Na wznowieniu płyty na CD (nr katalogowy COL 519507 2, rok wydania 2005 nakładem Columbia/Legacy Recordings) znalazł się dodatkowy utwór, standard Stella by Starlight Victora Younga. Produkcją tej reedycji zajęli się Michael Cuscuna i Bob Belden.

## Lista utworów
Opracowano na podstawie materiału źródłowego.
Wydanie LP
Strona A
| Nr | Tytuł utworu    | Słowa                          | Muzyka       | Długość |
| -- | --------------- | ------------------------------ | ------------ | ------- |
| 1. | „Milestones”    | -                              | Miles Davis  | 7:56    |
| 2. | „Autumn Leaves” | Jacques Prévert, Johnny Mercer | Joseph Kosma | 12:46   |
|    |                 |                                |              | 20:42   |

Strona B
| Nr | Tytuł utworu | Słowa | Muzyka               | Długość |
| -- | ------------ | ----- | -------------------- | ------- |
| 1. | „So What”    | -     | Miles Davis          | 10:38   |
| 2. | „Walkin’”    | -     | Richard H. Carpenter | 10:36   |
| 3. | „Theme”      | -     | Miles Davis          | 1:48    |
|    |              |       |                      | 23:02   |

Wydanie CD
| Nr | Tytuł utworu                     | Słowa                          | Muzyka               | Długość |
| -- | -------------------------------- | ------------------------------ | -------------------- | ------- |
| 1. | „Milestones”                     | -                              | Miles Davis          | 8:58    |
| 2. | „Autumn Leaves”                  | Jacques Prévert, Johnny Mercer | Joseph Kosma         | 12:38   |
| 3. | „So What”                        | -                              | Miles Davis          | 10:27   |
| 4. | „Stella by Starlight”            | Ned Washington                 | Victor Young         | 12:54   |
| 5. | „Walkin’”                        | -                              | Richard H. Carpenter | 10:40   |
| 6. | „Go-Go (Theme and Announcement)” | -                              | Miles Davis          | 1:46    |
|    |                                  |                                |                      | 57:23   |

## Twórcy
Opracowano na podstawie materiału źródłowego.
Muzycy:
- Miles Davis – trąbka
- Wayne Shorter – saksofon tenorowy
- Herbie Hancock – fortepian
- Ron Carter – kontrabas
- Tony Williams – perkusja

Produkcja:
- Rudy Wolpert – produkcja muzyczna, fotografia na okładce, liner notes
- Michael Cuscuna, Bob Belden – produkcja muzyczna (reedycja na CD, nr katalogowy COL 519507 2, rok wydania 2005)
- Michelle Mercer – liner notes (spisane w listopadzie 2004) (reedycja na CD, jw.)